# オリンピック・マルセイユの八百長スキャンダル
この項では、1992-93シーズンにフランスのサッカークラブであるオリンピック・マルセイユが行った贈賄行為（八百長）について記す。この事件はサッカー史上最大のスキャンダルのひとつに数えられる。フランスではこのスキャンダルを「Affaire VA-OM」と呼称している。

## 概要
1992-93シーズンのマルセイユはディヴィジョン・アンとUEFAチャンピオンズリーグの双方で優勝争いに加わった。1993年5月20日にはUSヴァランシエンヌ＝アンザンとのリーグ戦に1-0で勝利し、リーグ優勝に大きく近づき、5月26日にはUEFAチャンピオンズリーグ決勝でACミランに勝利して優勝を決めた。しかし後に、ヴァランシエンヌ戦で八百長行為を行っていたことが明らかとなり、ディヴィジョン・アンのタイトルを剥奪されてディヴィジョン・ドゥへの強制降格処分を受けたほか、スキャンダルにかかわったクラブ関係者は懲役刑・罰金刑やサッカー界からの追放処分などを受けた。UEFAチャンピオンズリーグのタイトルは剥奪されなかったが、優勝クラブとして活動する権利を失った。

## 時系列

### スキャンダルの背景

マルセイユの1992-93シーズン基本フォーメーション

実業家だったベルナール・タピは1986年にマルセイユの会長職に就き、1991-92シーズンまでディヴィジョン・アン4連覇を達成するなどクラブの黄金期を築きあげた。タピは1992年から1993年にフランソワ・ミッテラン内閣の都市問題担当大臣を務めるなど、サッカー界以外でも知名度や人気を博する時代の寵児だった。1992-93シーズンのマルセイユはリーグ戦5連覇を目指し、またフランスのクラブが優勝したことがなくマルセイユ自身も2シーズン前のUEFAチャンピオンズカップで準優勝に終わり悲願となっていたUEFAチャンピオンズリーグ優勝を目指していた。マルセイユにはディディエ・デシャン、ファビアン・バルテズ、ルディ・フェラー、アレン・ボクシッチ、アベディ・ペレ、マルセル・デサイーなどが在籍しており、リーグ戦では首位でシーズン終盤を迎えたほか、UEFAチャンピオンズリーグではグループリーグでPFC CSKAモスクワに6-0で大勝するなど、1位となり決勝進出を決めた。

### 八百長スキャンダル

#### 問題の試合と告発

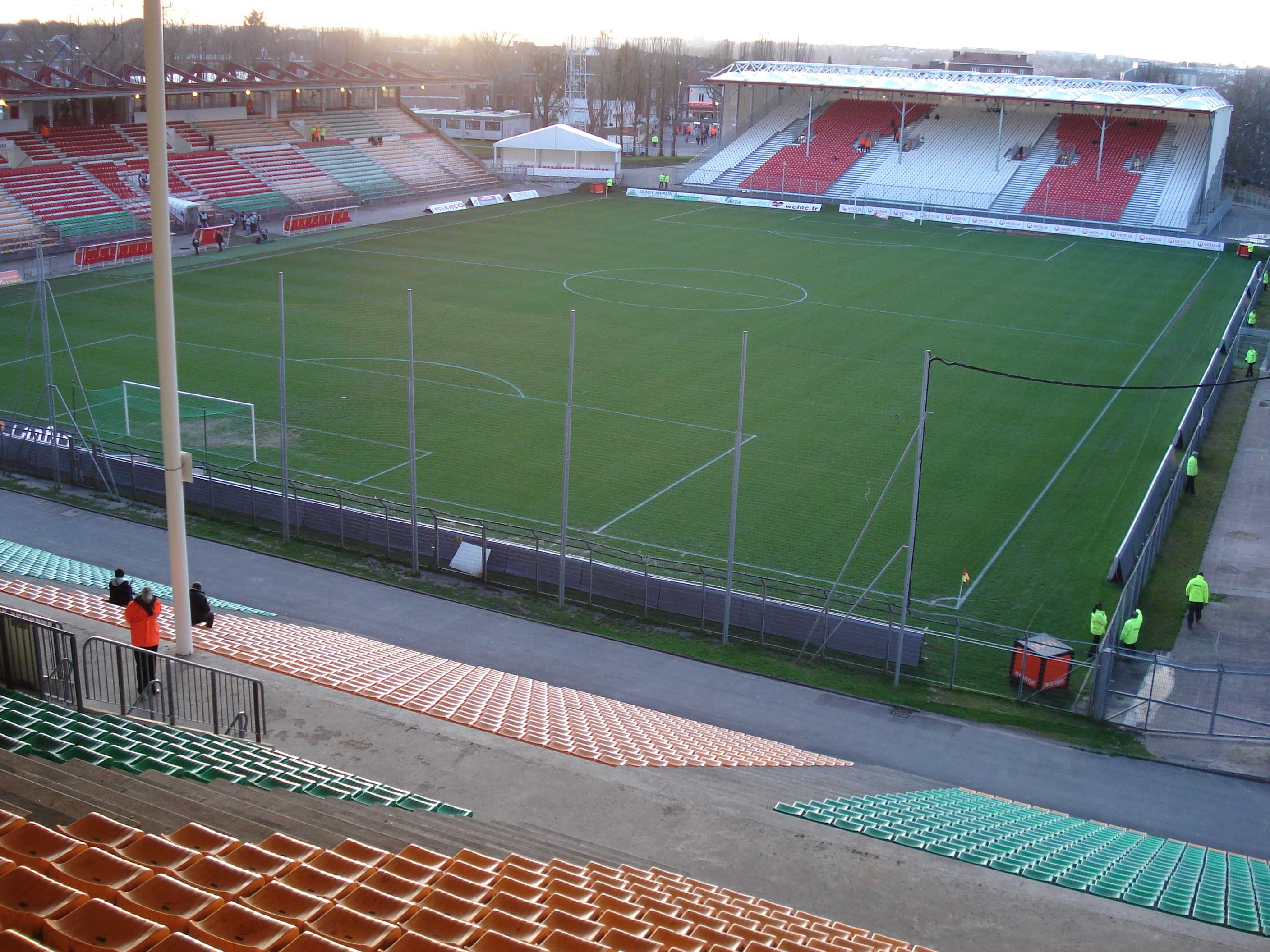
試合が行われたナンジュルセル

1993年5月20日の木曜日、残留争いを演じていたUSヴァランシエンヌ＝アンザンは、第36節でリーグ首位のマルセイユをスタッド・ナンジュルセルに迎えた。マルセイユは2位のパリ・サンジェルマンFCに対し勝ち点4リードしており、この試合に勝利するとマルセイユの優勝が事実上確定するが、6日後にUEFAチャンピオンズリーグ決勝を控えており、対戦相手が下位に低迷するクラブではあったがマルセイユにとっては重要な試合だった。試合は1-0でアウェーのマルセイユが勝利してリーグ優勝を決定付けた。ヴァランシエンヌとマルセイユの試合で笛を吹いたジャン＝マリー・ヴェニエル主審は、ホームチームが受動的であると感じていたことを後に語っている。
ヴァランシエンヌ対マルセイユ戦翌日の5月21日、ヴァランシエンヌのジャック・グラスマンが記者会見でマルセイユの八百長行為を告発した。試合前日（5月19日）にマルセイユのジャン＝ジャック・エイデリーから電話を受けたクリストフ・ロベール（エイデリーとはFCナントでチームメートであった）から、UEFAチャンピオンズリーグ決勝を控えたマルセイユの選手達に怪我をさせないよう手加減することとマルセイユの勝利に有利に働くようプレーすることを要請されたと明らかにした。グラスマンは要請を拒否してボロ・プリモラツ監督に相談し、公の場での告発を決意。同じくエイデリーとFCナントでチームメートであったホルヘ・ブルチャガも同様に電話で八百長の要請を受け、受諾していたことも明らかにした。なお、この記者会見では物的証拠は一切示されず、供述証拠のみによる告発だった。

#### 大会の経過
5月26日の水曜日、ドイツ・ミュンヘンのミュンヘン・オリンピアシュタディオンでUEFAチャンピオンズリーグ決勝が行われた。グループAを3勝3分で勝ち上がったマルセイユは、グループBを6戦全勝で勝ち上がったACミランと対戦し、バジール・ボリが試合唯一の得点を挙げてマルセイユが優勝を決めた。
第36節のヴァランシエンヌ戦で優勝を決定付けたマルセイユは、5月29日の第37節にも勝利し、最終節（6月2日）を残してパリ・サンジェルマンFCやASモナコを抑えて5シーズン連続9回目の優勝を決めた。連覇回数ではASサンテティエンヌの4連覇を上回ってフランス最多となった。

#### 八百長の発覚と処分
グラスマンの告発当時のフランス世論はタピに同情的な論調だったが、6月にはフランスサッカー連盟のノエル・ルグレット会長がグラスマンの支持を表明し、タピ会長の提訴に踏み切った。エイデリーの妻は夫の犯罪行為を告発し、ロベールの義母の庭から見つかった25万フラン（約4万5000ドル、約3万ポンド、約475万円）の札束が決定打となった。エイデリーはマルセイユのゼネラルマネージャーであるジャン＝ピエール・ベルネスの指示で電話を掛けたと主張し、ロベールの妻は、ロベール本人ではなく妻がエイデリーから金銭を受け取ったと主張した。タピ会長は、ロベールが経営するレストランの開業資金として25万フランを提供したと主張したが、裁判所はタピ会長が指揮して八百長行為が行われたと判断した。
欧州サッカー連盟はマルセイユのビッグイヤーこそ剥奪しなかったが、優勝クラブとして活動する権利を取り上げたため、マルセイユはUEFAスーパーカップとインターコンチネンタルカップの出場資格を失った。このため、両大会にはUEFAチャンピオンズリーグ決勝でマルセイユに敗れたACミランが出場している。またUEFAは、1993-94シーズンのUEFAチャンピオンズリーグ出場権を剥奪した。1993年9月22日、フランスサッカー連盟は1992-93シーズンのマルセイユのタイトルを剥奪し、同シーズンのディヴィジョン・アンは優勝クラブなしとなった。1-0でマルセイユが勝利したヴァランシエンヌ戦は、両チームの負け扱い（スコアは0-0）となった。1994年4月には、1993-94シーズン終了後にマルセイユがディヴィジョン・ドゥに自動降格することが通告された。タピ会長はフランスサッカー連盟に会長資格を取り上げられ、サッカー界からの追放処分を受けた上、1995年5月15日には地方裁判所によって実刑2年（禁固8ヶ月）の判決を下された。
マルセイユ側の人間では、GMのベルネスは懲役2年（執行猶予付き）と罰金1万5000フラン、エイデリーは懲役1年（執行猶予付き）と罰金1万フランの刑罰を受け、ヴァランシエンヌ側の人間では、ブルチャガとロベールがともに懲役6ヶ月（執行猶予付き）と罰金5000フランの刑罰を受け、ふたりはサッカー界からの2年間の追放処分を受けた。

### スキャンダル後の展開

#### 後年の疑惑
UEFAチャンピオンズリーグのグループリーグにおいて、マルセイユで行われた試合で大敗したPFC CSKAモスクワのゲンナジー・コスティレフ監督は、自クラブの選手たちがマルセイユから賄賂を贈られており、マルセイユ戦でのドリンクに異物が混入されていたと主張したが、コスティレフ監督は後に主張を撤回している。2011年には、やはりグループリーグでマルセイユと対戦したレンジャーズFCのマーク・ヘイトリーが、アウェーでのマルセイユ戦でプレーしない見返りに金銭援助を行なうという電話を受けていたと主張した。ヘイトリーはホームでのマルセイユ戦で得点しており、マルセイユ戦の前戦のクラブ・ブルッヘ戦で不自然な警告を受けたことで、累積警告のためにアウェーでのマルセイユ戦には出場しなかった。
スキャンダルの2シーズン前に行われたUEFAチャンピオンズカップ決勝でマルセイユと対戦し優勝を果たしたレッドスター・ベオグラードのキャプテン、ステヴァン・ストヤノヴィッチと事務総長ヴラディミル・ツヴェトコヴィッチはイタリア・バーリのスタディオ・サン・ニコラで行われた試合前にタピの側近から八百長を持ちかけられたが拒否したとセルビアのメディアに証言し、その上ストヤノヴィッチは複数人の側近に札束の詰まったアタッシュケースを提示され無言で八百長を拒否すると「マルセイユが優勝したら『レッドスターのゴールキーパー（ストヤノヴィッチ）が我々から賄賂を受け取ったので勝利を確信していた』と公表する」と一斉に脅迫されたと証言した。

#### スキャンダル後のマルセイユ
マルセイユは2シーズンをディヴィジョン・ドゥで過ごし、1995-96シーズン終了後にディヴィジョン・アン昇格を果たした。11位、11位、4位と徐々に成績を上げたが、1998-99シーズンは優勝したFCジロンダン・ボルドーに勝ち点1差でタイトルに届かず、その後の数シーズンは再び中下位に低迷した。2000年代にはオリンピック・リヨンに7連覇を許したが、スキャンダル時にキャプテンを務めていたディディエ・デシャンが指揮を振るった2009-10シーズンには、リヨンなどを抑えて1991-92シーズン以来となる9回目のリーグ優勝を果たした。
2007年4月12日にはスキャンダル後初めて、マルセイユがスタッド・ナンジュルセルで、1992-93シーズン以来14シーズンぶりにトップリーグに復帰したヴァランシエンヌと対戦した。トラブルを防ぐために警察に加えて両クラブの警備員が協力して対応し、ヴァランシエンヌのフランソワ・デクリエール会長は試合前に「グラスマンが観戦したいのなら歓迎するが、タピは招待できない」と語った。